# Les Patrouilleurs de l'an 4003
Les Patrouilleurs de l'an 4003 est une série de cinq romans pour la jeunesse de science-fiction relevant du space opera, écrite par Philippe Ébly, parus en France de 1984 à 1986. D'abord publiée aux éditions Masque Jeunesse, elle a été rééditée chez Hachette dans la collection Bibliothèque verte. L'unique illustrateur de la série est Jean-Marie Vivès.

## Résumé
Quatre adolescents de 15 à 17 ans, aspirants de la Police de l'Espace, en forment une des patrouilles. Il leur est confié diverses missions d'exploration ou de sauvetage, prétexte à découvrir une nouvelle planète lors de chaque aventure.

## Personnages
- Dogann : chef de la patrouille.
- Xoni : le plus jeune membre, mais aussi le plus actif.
- Hina
- Katia

## Liste des titres
- 1984 : La Forêt des castors
- 1984 : Au pouvoir des corsaires
- 1984 : La Vallée des cyclopes
- 1985 : L'Enlèvement du Dieu blanc
- 1986 : Les Marais de la mort

Note : il existe deux inédits à cette série.